# Воробйова-Хржич Наталія Юріївна
Наталія Юріївна Воробйова-Хржич (хорв. Natalia Vorobjova-Hržić; 18 листопада 1949, Дніпродзержинськ, Дніпропетровська область) — радянська, югославська і хорватська акторка, письменниця й поетеса.

## Біографія
Наталія Воробйова народилася в місті Дніпродзержинську, згодом із сім'єю переїхала до Москви. У 1971 році закінчила ГІТІС імені А. В. Луначарського.

### У кінематографі
З 1969 по 1979 рік зіграла в 17 радянських фільмах. Після одруження з хорватом на прізвище Хржич на батьківщині продовжувала зніматися під дошлюбним прізвищем Воробйова.
Фільмографія
- 1969 — Казка про казку (короткометражний) — Пастушка
- 1970 — День і ніч
- 1970 — Карусель (новела «Роман з контрабасом») — Бібулова
- 1970 — Крадіжка — бібліотекарка
- 1971 — 12 стільців — Елочка Щукіна
- 1971 — Все королівське військо — дочка Ортона Дьюмонда
- 1971 — Де ви, лицарі? — Лєна
- 1971 — Джентльмени удачі — вихователька Олена Миколаївна
- 1971 — Сестра музиканта — Ліля
- 1972 — Останні дні Помпеї — Алла Спиридонівна, асистентка Полумухіна
- 1973 — Береги — Настуся
- 1973 — Горя боятися — щастя не бачити — Анфіса
- 1973 — Друзі мої (новела «Старий вчитель») — учителька Інна Павлівна
- 1973 — Це сильніше за мене — Маша
- 1973 — Райські яблучка — Ланела, дружина міністра Тео Брамінуса
- 1973 — Свій хлопець — Зіна, дружина винахідника Федора (немає в титрах)
- 1974 — Північна рапсодія;— конкурсантка
- 1977 — Трагедія на стадіоні (Югославія) — Мілена
- 1979 — Ганна Главарі — дружина Богана

### Літературна діяльність
Із 1974 року Воробйова проживає в Загребі. Відтоді вона знялася в кіно тілько двічі. Займається літературною діяльністю, працює в Загребському лексикографічному інституті імені Мирослава Крлежі, виступає як консультантка з російської мови в Хорватському національному театрі.
Наталія Воробйова — авторка віршованих збірок «На канаті буття» (1998), «Будуть інші світи» (2000), «Долоні прозріння» (2006). Крім того, її вірші ввійшли до збірки «Антологія-2000», присвяченої 2000-річчю християнства.